# Década de 1180
Séculos: Século XI - Século XII - Século XIII
Décadas: 1150 1160 1170 - 1180 - 1190 1200 1210
Anos: 1180 - 1181 - 1182 - 1183 - 1184 - 1185 - 1186 - 1187 - 1188 - 1189